# Mike Myers

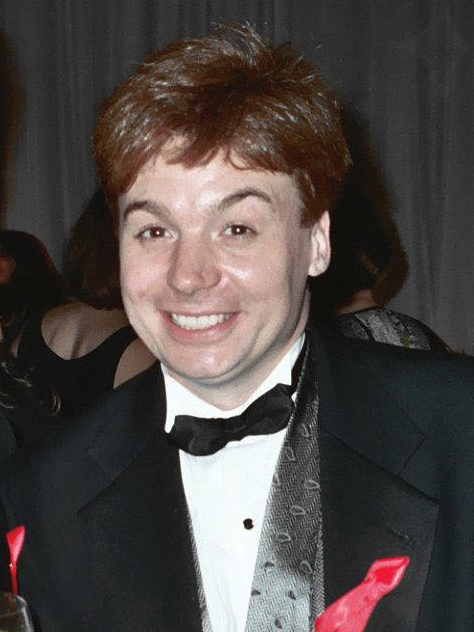
Mike Myers (1994)

Michael John „Mike” Myers OC (ur. 25 maja 1963 w Scarborough) – kanadyjski aktor komediowy, komik, scenarzysta i producent filmowy.

## Życiorys

### Wczesne lata
Urodził się i wychowywał w Scarborough, dzielnicy kanadyjskiego miasta Toronto, w kanadyjskiej prowincji Ontario w rodzinie anglikańskiej /episkopalnej jako najmłodszy z trójki synów Anglików Alice E. (z domu Hind; ur. 1926), kierowniczki biura i weteranki Royal Air Force, i Erica Myersa (1922–1991), agenta ubezpieczeniowego. Miał dwóch starszych braci: Paula i Petera. Uczęszczał do Sir John A. Macdonald Collegiate Institute. W 1982 ukończył Stephen Leacock Collegiate Institute w Toronto.

### Kariera
W wieku dziewięciu lat brał udział w reklamach u boku Gildy Radner. Profesjonalną karierę aktorską rozpoczął po ukończeniu szkoły średniej. Był etatowym członkiem grupy teatralnej Second City, działającej w Toronto. W latach 1989–1995 występował w sobotnim programie telewizji NBC Saturday Night Live, zdobywając zespołową nagrodę Emmy (w 1989) i dwie nominacje do tej statuetki, w tym jedną w kategorii najlepszego komika w programie rozrywkowym lub w komedii (1994), otrzymał też tę nagrodę w kategorii najlepszego scenariusza dla komedii lub programu rozrywkowego. 
Na dużym ekranie zadebiutował tytułową rolą w komedii wg własnego scenariusza – Świat Wayne’a (Wayne's World, 1992). Film rok potem doczekał się swojego sequela Świat Wayne’a 2 (Wayne's World 2, 1993) i przyniósł MTV Movie Award w kategorii „Najlepszy ekranowy duet” z Daną Carveyem. W komedii romantycznej Poślubiłem morderczynię (So I Married an Axe Murderer, 1993) zagrał dwie role – mającego problemy ze znalezieniem odpowiednim dziewczyny nieśmiałego poety oraz jego ojca. Zasłynął potem jako odtwórca głównej roli w filmach o Austinie Powersie, będących parodią kina detektywistycznego i akcji w komedii Austin Powers: Agent specjalnej troski (Austin Powers: International Man of Mystery, 1997) z Elizabeth Hurley (dwie MTV Movie Awards). Był producentem, autorem scenariusza i odtwórcą tytułowej roli w trzech kolejnych filmach z tej serii: Austin Powers: Szpieg, który nie umiera nigdy (Austin Powers: The Spy Who Shagged Me, 1999) z Heather Graham (American Comedy Award, Blockbuster Entertainment Award, dwie nagrody MTV i dwie Canadian Comedy Awards, Teen Choice Awards) oraz Austin Powers i Złoty Członek (Austin Powers in Goldmember, 2002) z Beyoncé Knowles (dwie Canadian Comedy Awards, MTV Movie Award).
Ma też na swoim koncie udział w takich filmach, jak dramat Niezwykły przypadek Pete’a (Pete's Meteor, 1998), dramat Klub 54 (54, 1998), komedia Szkoła stewardes (View from the Top, 2003) z Gwyneth Paltrow czy film familijny Kot (The Cat in the Hat, 2004).
Brał udział w filmie Shrek, użyczając głosu tytułowemu bohaterowi w czterech kolejnych produkcjach z tej serii (2001, 2004, 2007, 2010). 
Komedia Guru miłości (The Love Guru, 2008) z Jessicą Albą i Justinem Timberlakiem przyniosła mu dwie Złote Maliny w kategoriach „Najgorszy aktor” i „Najgorszy scenariusz”. Quentin Tarantino zaangażował go do roli generała Eda Fenecha w czarnej komedii Bękarty wojny (Inglourious Basterds, 2009).

## Filmografia

### Aktor
- Range Ryder and the Calgary Kid (1977)
- It's Only Rock and Roll (1987) jako Wayne Campbell
- Elvis stories  (1989)
- Świat Wayne’a (Wayne's World, 1992) jako Wayne Campbell
- Świat Wayne’a 2 (Wayne's World 2, 1993) jako Wayne Campbell
- Poślubiłem morderczynię (So I Married an Axe Murderer, 1993) jako Charlie Mackenzie/Stuart Mackenzie
- Austin Powers: Agent specjalnej troski (Austin Powers: International Man of Mystery, 1997) jako Austin Danger Powers/Dr. Evil
- Pete's Meteor  (1998)
- Klub 54 (54, 1998) jako Steve Rubell
- Cienka różowa linia (The Thin Pink Line, 1998) jako Tim Broderick
- Austin Powers: Szpieg, który nie umiera nigdy (Austin Powers: The Spy Who Shagged Me, 1999) jako Austin Danger Powers, Dr. Evil, Fat Bastard
- McClintock's Peach  (1999)
- Shrek (2001) jako Shrek (głos)
- Karaoke Shreka z Bagien (Shrek in the Swamp Karaoke Dance Party, 2001) jako Shrek/Niepełnosprawna Mysz (głos-śpiew)
- Austin Powers i Złoty Członek (Austin Powers in Goldmember, 2002) jako Austin Powers/Dr Evil/Goldmember/Fat Bastard
- Kot (The Cat in the Hat, 2003) jako Kot
- Shrek 3-D (Shrek 4-D, 2003) jako Shrek (głos)
- Szkoła stewardes (View from the Top, 2003) jako John Whitney
- Nobody Knows Anything! (2003) jako „Naoczny” świadek
- Shrek 2 (2004) jako Shrek (głos)
- Far Far Away Idol (2004) jako Shrek (głos)
- Comedy Gold (2005) jako on sam
- Shrek 3 (Shrek the Third, 2007) jako Shrek (głos)
- Guru Miłości (The Love Guru, 2008) jako Guru Pitka
- Bękarty wojny (Inglourious Basterds, 2009) jako generał Ed Fenech
- Shrek 4 (2010) jako Shrek (głos)
- Bohemian Rhapsody (2018) jako Ray Foster
- Terminal (2019) jako Clonton/Pan Franklyn
- Untitled Keith Moon Project (2019) jako Keith Moon
- Pentawerat (The Pentawerat) (2022) jako Ken Scarborough
- Amsterdam (2022) jako Paul Canterbury

### Scenarzysta
- Świat Wayne’a (Wayne's World, 1992)
- Poślubiłem morderczynię (So I Married an Axe Murderer, 1993)
- Świat Wayne’a 2 (Wayne's World 2, 1993)
- Austin Powers: Agent specjalnej troski (Austin Powers: International Man of Mystery, 1997)
- Comedy Central's Canned Ham: The Dr. Evil Story  (1999)
- Austin Powers: Szpieg, który nie umiera nigdy (Austin Powers: The Spy Who Shagged Me, 1999)
- Austin Powers i Złoty Członek (Austin Powers in Goldmember, 2002)
- Guru Miłości (The Love Guru, 2007)
- Pentawerat (The Pentaverate, 2022)

## Odznaczenia
- Officer Orderu Kanady – ogłoszenie 2017, wręczenie (inwestytura) 2018[8]